# 영국항공 38편 착륙 사고
영국항공 38편 착륙 사고는 2008년 1월 17일 중화인민공화국 베이징 서우두 국제공항을 출발하여 영국 런던 히드로 공항으로 향하던 영국항공이 착륙을 위해 활주로로 접근하던 중, 갑작스러운 동력 상실로 인하여 활주로를 30미터 남겨둔 자리에 불시착한 사고이다.

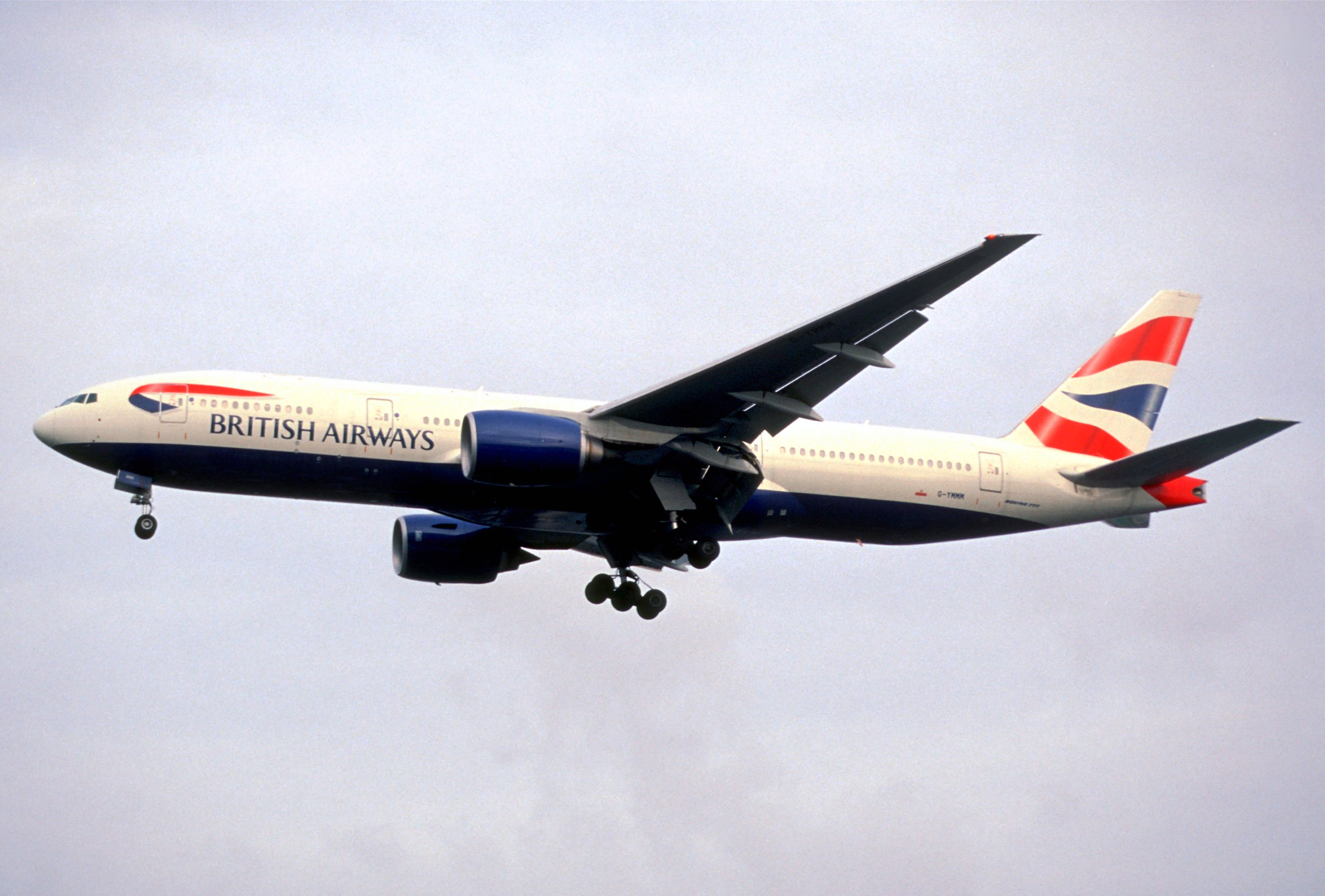
2003년 런던 히드로 공항에 찍힌 사고기

## 해프닝
- 이 사고는 1995년 보잉 777의 첫 취항 이후 처음 발생한 사고이다.

## 같이 보기
- 영국항공 9편 엔진 고장 사고
- 아시아나항공 214편 착륙 사고 - 유사한 착륙 사고